# Olivier Alain
Olivier Alain (Saint-Germain-en-Laye, 3 agosto 1918 – Férolles-Attilly, 28 febbraio 1994) è stato un organista, pianista, compositore e musicologo francese.

## Biografia
Olivier Alain nasce in una famiglia di musicisti: il padre, Albert Alain, era organista a Saint-Germain-en-Laye e compositore, come il fratello Jehan (1911-1940); la sorella Marie-Claire è stata tra le più note organiste sulla scena internazionale.
Fin da giovanissimo studia organo e composizione, perfezionandosi poi al Conservatorio di Parigi frequentando i corsi di Tony Aubin e Olivier Messiaen.
Nel 1950 al 1964 ha l'incarico di direttore del Conservatorio della sua città natale. Dal 1960 al 1974 è direttore dall'École César Franck a Parigi, e lavora anche come Ispettore per il Ministero della cultura. Nel 1976 fonda il Conservatoire National de Région di Parigi, di cui è direttore, fino al 1985, e docente di analisi musicale e musica da camera.  È critico musicale per Le Figaro, Les Nouvelles littéraires e La Croix.
È autore di circa 170 composizioni di vario genere, in gran parte inedite, tra cui oratori, mottetti, pezzi per organo.
A lui è dovuta una delle più importanti scoperte nel campo musicologico sull'opera di Johann Sebastian Bach: nel 1974, a Strasburgo, riconosce in un'edizione originale delle Variazioni Goldberg, posseduta da un professore del conservatorio, la copia personale usata da Bach, con alcune sue annotazioni autografe e i Diversi canoni.

## Opere

### Composizioni per organo
- Chanson de la brume en mer, op. 64,  Europart, 1940
- Suite, op. 135, Leduc, 1951
- Lacrymae op. 150, Éditions Schola Cantorum, Parigi, 1957
- Prélude-Introït-Récitatif op. 158, Éditions Schola Cantorum, Parigi, 1959
- Offertoire-Fantaisie op. 160, Éditions Schola Cantorum, Parigi, 1961
- Récit pour l'Élévation op. 161, Éditions Schola Cantorum, Parigi, 1962
- Microludes op. 166, Éditions Europart, 1981

### Composizioni di musica da camera
- Dithyrambe op. 18 per oboe e pianoforte o tromba, flauto et organo, Éditions Delatour France, 1936
- Sicilienne op. 24 per pianoforte, flauto et organo, Éditions Delatour France, 1937
- Divertissement (nocturne) op. 73 per flauto e pianoforte o organo, Éditions Delatour France, 1942
- Ritournelle op. 74 per oboe e pianoforte o flauto, violino e organo, Éditions Delatour France, 1943
- Suite op. 98 per violino e pianoforte, Éditions Delatour France, 1947
- String Quartet op. 123,  Éditions Delatour France, 1949
- Aventure op. 144 per flauto e organo, Salabert, Parigi, 1953
- Suite française: Suite pour Rameau op. 163 per tromba e organo o flauto e organo, Éditions Delatour France, 1964
- Ballade op. 163b per pianoforte e organo, Éditions Delatour France, 1948
- Songe ou Souvenances (Mneïa) op. 164 per oboe e organo o flauto e organo, Éditions Delatour France, 1973
- Threnos (Deuils) op. 167 per pianoforte e organo, Édition Delatour France, 1982

### Composizioni per coro
- Lucis Creator optimae op. 55 per coro e organo, Éditions Delatour France, 1939
- Petrus quidem op. 76 per coro a cappella, Éditions Delatour France, 1943
- Jesu, dulcis amor meus op. 77 per coro, solisti e organo, Éditions Delatour France, 1943
- Noël: Allons, ma voisine op. 78 per coro a cappella, Éditions Delatour France, 1943
- Cibavit eos op. 88 per coro a cappella, Éditions Delatour France, 1944
- 3 Repons du Vendredi Saint op. 136-138 per coro a cappella, Éditions Delatour France, 1951
- 3 Repons du Jeudi Saint op. 139-141 per coro a cappella, Éditions Delatour France, 1952
- 3 Déplorations: Repons du Samedi Saint op. 145-147 per voci e clavicembalo, Éditions Delatour France, 1954

## Discografia
- 1966 - Gabriel Fauré, Requiem (EMI Classics)
- 1966 - Wolfgang Amadeus Mozart, Exsultate Jubilate Kv165, Messe brève Ré Kv194, Misericordias Domini Kv 222 (Erato)
- 1967 - Johann Sebastian Bach, Fugue en sol maj. Bwv 581 (Erato)
- 1971 - Franz Joseph Haydn, Messe pour Orgue (n° 3) (Disque Edici)
- 1974 - Johann Sebastian Bach, Fugues-miroirs de l'Art de la Fugue BWV 1080, Olivier Alain e Marie-Claire Alain (Erato)
- 1977 - Johann Sebastian Bach, 14 Canons de la basse Goldberg BWV 1087 (retrouvés par O. Alain), 10 Variations canoniques de la Clavierübung IV, 6 Canons BWV 1072, 1073, 1074, 1075,1078, 10 Canons de l'Offrande Musicale BWV 1079, Andante fa # min, Olivier Alain e Marie-Claire Alain (Erato)
- 1997 - Olivier Alain performs Albert Alain & Léon Boëllmann (Gallo)